# アメリカン・イディオット (曲)
「アメリカン・イディオット」（American Idiot）は、アメリカのロックバンド、グリーン・デイの楽曲。バンドの7作目のアルバム『アメリカン・イディオット』に収録。シングル・カットされ、アメリカのビルボードHot100チャートで61位、モダン・ロック・トラックスチャートでは1位、ローリング・ストーン誌による「ローリング・ストーンの選ぶオールタイム・グレイテスト・ソング500」では432位を記録している。
作詞はビリー・ジョー・アームストロング、作曲はグリーン・デイ。

## 概要
エレキギターによるギターリフにはじまり、ギターリフを軸にしたバンドサウンドが展開される。
また、サミュエル・ベイヤーによるミュージック・ビデオが作成されている。このビデオはバンドの演奏シーンを中心にした作品となっている。
バンドのライヴでも演奏され、アルバム『アメリカン・イディオット』リリース後に行われたツアーでは、セットリストの1曲目に演奏されることが多かった。ライブ・アルバム『ブレット・イン・ア・バイブル』には、2005年に行われたライヴ序盤での演奏が収録されている。
歌詞の一部に「f**k」や「faggot」といった、放送禁止用語があるため、その部分のボーカルが消されたりもしくは、自主規制音を被せたりしたバージョンがあり、テレビ番組などでこの曲が放送される際は、その部分の音声を消すなどといったことが行われている。
また、2011年に日本の地上波放送のF1グランプリでテーマ曲として使用された。
2016年アメリカ合衆国大統領選挙の投票および開票から2日前のMTVヨーロッパ・ミュージック・アワードでこの曲を披露した際、1番の一部の歌詞の「f**k」を「Trump」に変えた。以来、トランプ政権が発足してからもこの姿勢は変わらない。また 「I’m not a part of the redneck agenda（レッドネックの計略には加担しない）」という歌詞を「I’m not a part of the Elon agenda（イーロンの計略には加担しない）」と変えたこともある。
また2018年7月12日のトランプ氏が訪英したときに彼への抗議として本作を全英1位にするという運動が起こった。